# 上増田町
上増田町（かみますだまち）は、群馬県前橋市の地名。郵便番号は379-2114。2013年現在の面積は1.91km2。

## 地理
前橋市の南部、広瀬川・桃ノ木川左岸に位置し、北部を荒砥川が流れている。

### 河川
- 広瀬川
- 桃ノ木川
- 荒砥川

## 歴史
江戸時代頃からある地名であり、前橋藩領だった。もとは下増田村（現:下増田町）と一村で「増田村」と称していた。

### 年表
- 天正18年（1590年） - 平岩親吉が前橋城主となり、以降上増田は江戸時代を通じて前橋藩領だった[5]。
- 元禄15年（1702年） - 元禄郷帳に上増田村と下増田村が別に記述されている。寛文8年（1668年）の「上野国郷帳」では増田村として記述されるため、この間に分村されたとみられる[6]。
- 明治22年（1889年）4月1日 - 町村制施行により、上増田村は天川大島村、上大島村、下大島村、女屋村、上長磯村、東上野村、野中村、下長磯村、小屋原村、笂井村、下増田村と合併し南勢多郡木瀬村が成立する。
- 明治29年（1896年）4月1日 - 南勢多郡と東群馬郡が統合し勢多郡となる。
- 昭和32年（1957年）1月20日 - 勢多郡木瀬村、荒砥村が合併し城南村が成立する。
- 昭和42年（1967年）5月1日 - 城南村が前橋市へ編入される。そのため前橋市上増田町となる。

## 世帯数と人口
2017年（平成29年）8月31日現在の世帯数と人口は以下の通りである。
| 町丁     | 世帯数  | 人口    |
| -------- | ------- | ------- |
| 上増田町 | 586世帯 | 1,312人 |

## 小・中学校の学区
市立小・中学校に通う場合、学区は以下の通りとなる。
| 番地 | 小学校             | 中学校             |
| ---- | ------------------ | ------------------ |
| 全域 | 前橋市立笂井小学校 | 前橋市立木瀬中学校 |

## 交通

### 鉄道
最寄りの駅はJR駒形駅（小屋原町）。

### 道路
南部に北関東自動車道が通っているが、国道・県道は通っていない。

## 施設
- 近戸神社 - 旧社格は村社[8]。
- 宮原公民館